# Třebíč

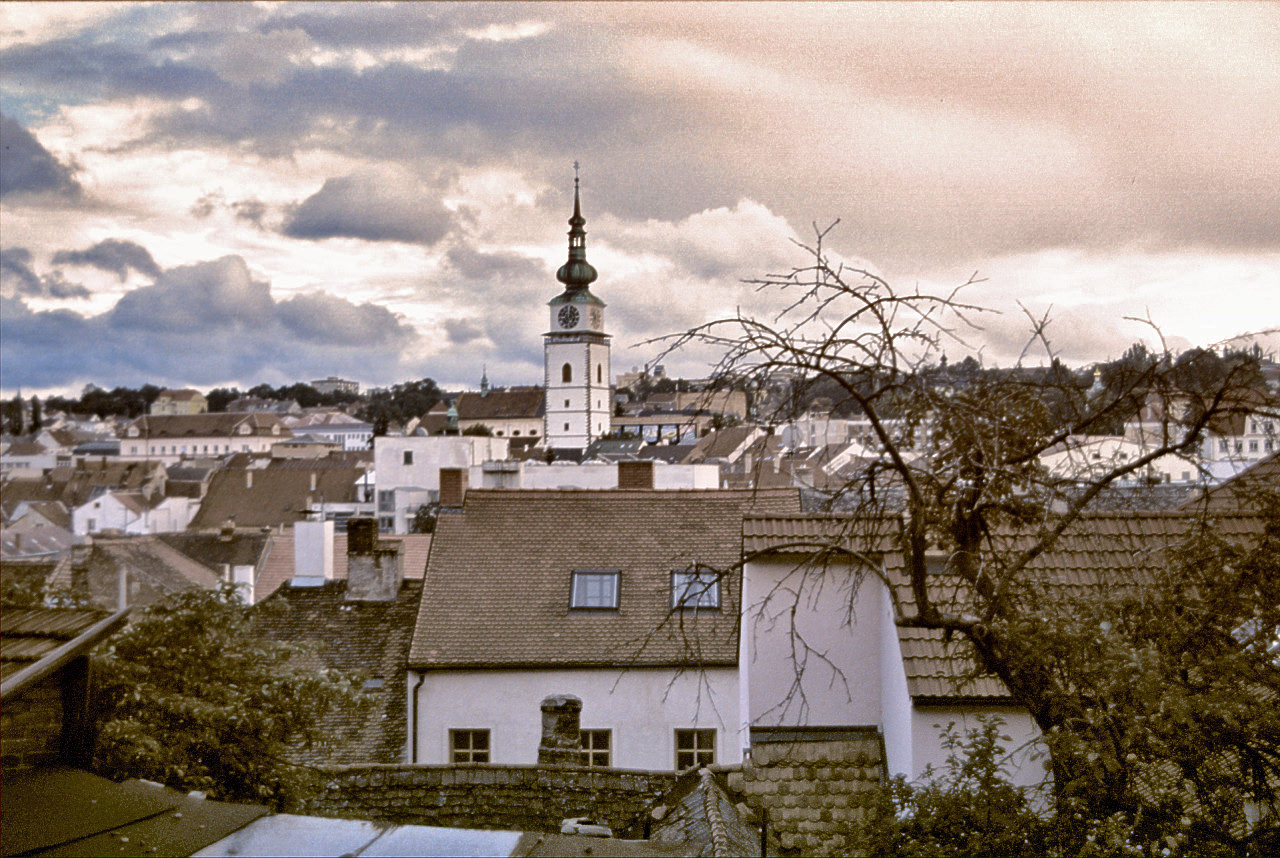
Blick von oberhalb des Jüdischen Viertels

Das Týn Tal bei Třebíč

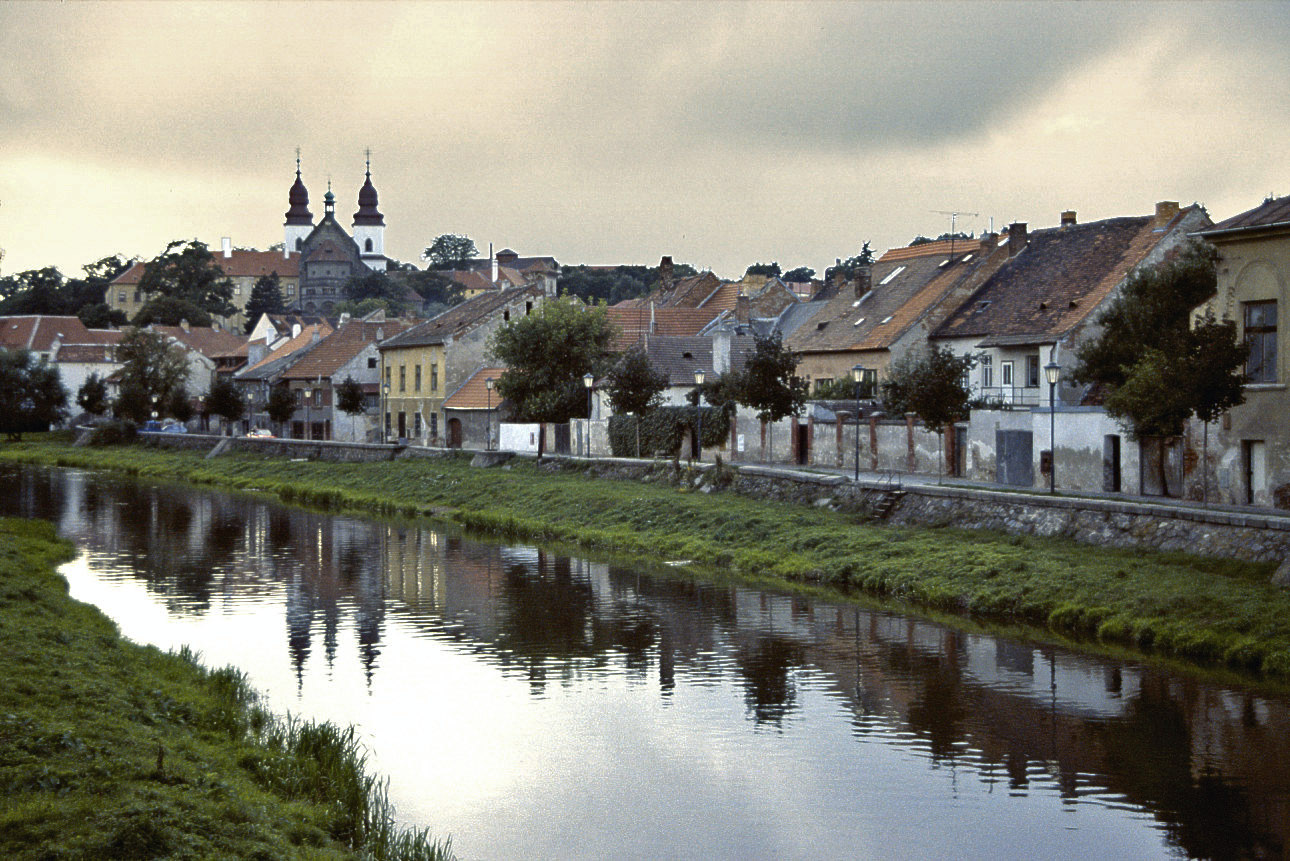
St.-Prokop-Basilika und Jüdisches Viertel am rechten Jihlava-Ufer

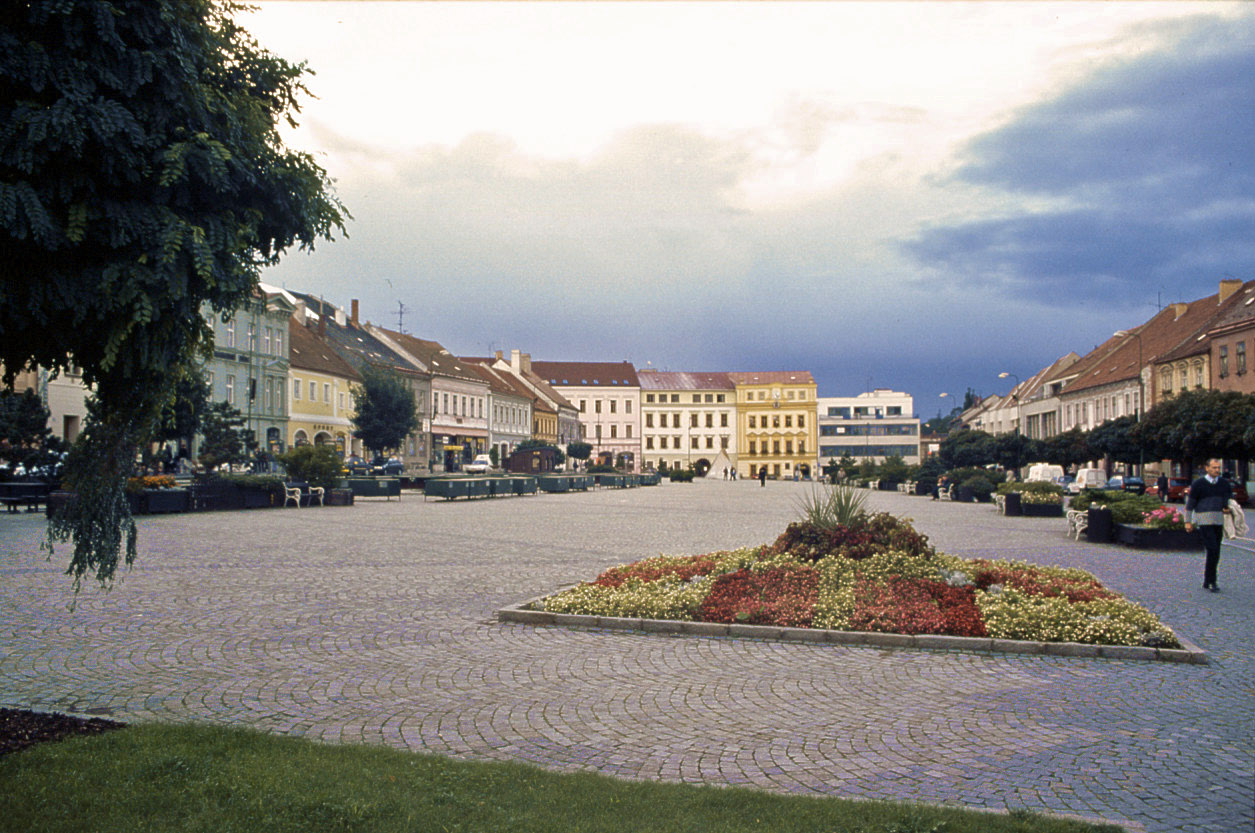
Karlsplatz

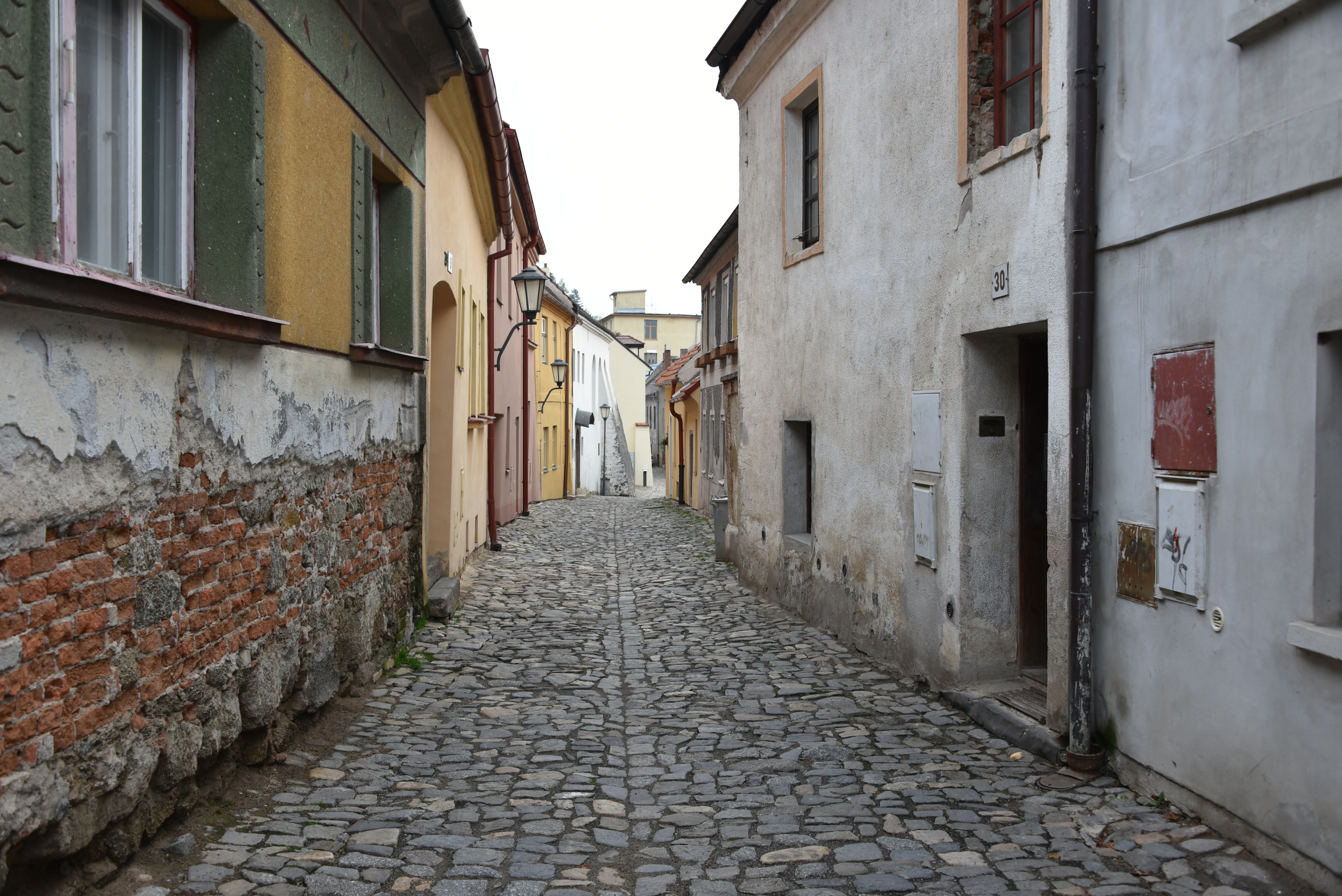
Straße im Jüdischen Viertel

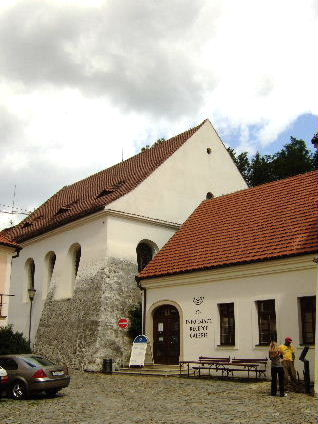
Die Hintere Synagoge

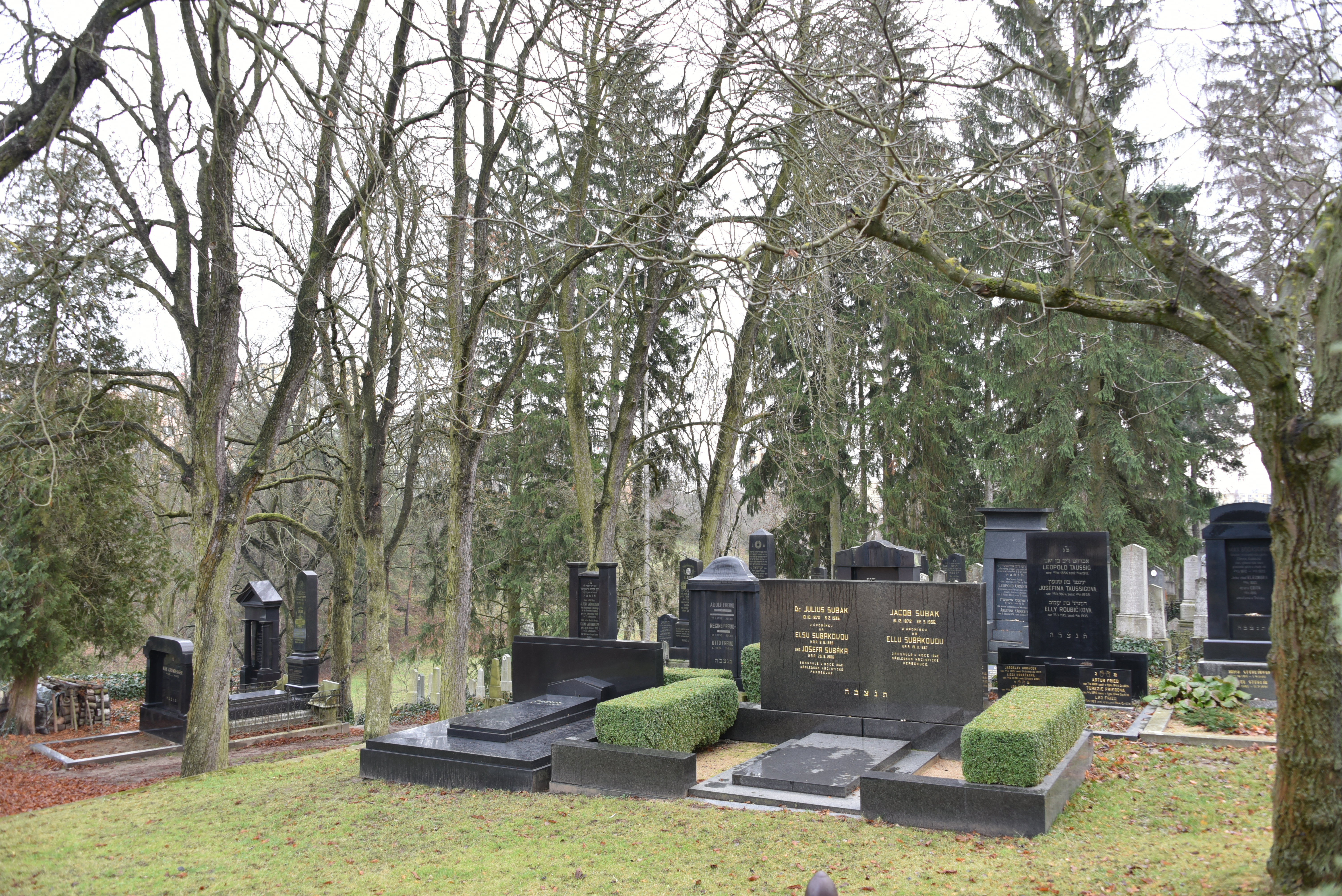
Jüdischer Friedhof

Třebíč (deutsch Trebitsch) liegt beiderseits der Jihlava in einer Höhe von 405 m ü. M. im Böhmisch-Mährischen Hochland. Im Laufe der vergangenen Jahrhunderte wuchs die Stadt zu einem wirtschaftlichen, politischen, administrativen und kulturellen Zentrum in Südwestmähren heran. Das Jüdische Viertel und die Basilika zählen seit 2003 zum UNESCO-Weltkulturerbe.

## Geschichte
Die ersten schriftlichen Erwähnungen stammen aus dem Jahr 1101, als die mährischen Fürsten Ulrich von Brünn (tschechisch Oldřich Brněnský) und Litold von Znaim (Litold Znojemský) hier ein Benediktinerkloster errichten ließen. Durch die Großzügigkeit der Herrscher gehörte das Kloster Třebíč zu den wohlhabendsten im Reich der Přemysliden und war dadurch auch das Zentrum der kirchlichen Verwaltung.
Gegen Ende des 13. Jahrhunderts wurde eine Kirche in romanisch-gotischem Stil erbaut und zunächst der Jungfrau Maria, später dem hl. Prokop geweiht. Diese Basilika überlebte auch den Niedergang des Klosters und wird heute als einer der wertvollsten Bauten der Stadt betrachtet. Die um das Kloster entstehende Siedlung erhielt 1277 das Stadtrecht. 1335 genehmigten Kaiser Karl IV. und König Johann von Luxemburg die Errichtung einer Stadtmauer. Die Überreste aus dem 14. Jahrhundert sind bis heute erhalten.
Das Judenviertel in Třebíč wurde bereits im Jahre 1338 erstmals erwähnt. Während der Hussitenkriege wurde die Stadt 1424–26 und 1430–35 von den Hussiten gehalten und teilweise zerstört. Am 14. Mai 1468 wurde Třebíč vom ungarischen König Matthias Corvinus erobert und bei den Kämpfen mit Truppen des böhmischen Königs Georg von Podiebrad fast völlig vernichtet. Auch später brannte die Stadt des Öfteren aus, und so kann man heute kaum noch Hinweise auf Bauten der Gotik und nur wenige auf Gebäude der Renaissance finden. Ausnahmen bilden etliche Kellergewölbe sowie zwei komplett erhaltene spätgotische Häuser auf dem Karlsplatz sowie die Kirche des Heiligen Martin aus dem 13. Jahrhundert.
Vor der Schlacht am Weißen Berg gehörte Třebíč den Anhängern der Brüdereinigkeit. Den Dreißigjährigen Krieg – bis zur Enteignung 1945 zählte sie zum Besitztum des Geschlechts der Waldsteins – überstand die Stadt ohne größere Schäden und wehrte sich erfolgreich auch lange Zeit gegen die Rekatholisierung. Erst später bauten die Katholiken als Zeichen des Sieges das Kapuziner-Kloster auf Jejkov, heute ein Stadtteil von Trebitsch.
Zu großen Veränderungen kam es im 19. Jahrhundert. Dem Gewerbe der Weber und Tuchmacher folgte die Herstellung von Schuhen und die Lederbearbeitung. In der zweiten Hälfte des 19. Jahrhunderts gewannen die tschechischsprachigen Einwohner auch den Kampf um die politische Macht in der Stadt gegen die reichere und einflussnehmende deutschböhmische Minderheit. Um 1880 sprachen 6334 Einwohner tschechisch und 2942 Einwohner waren deutschsprachig.
Im Jahr 1850 wurde Třebíč Sitz der neu errichteten Bezirkshauptmannschaften, wodurch die Stadt ein Verwaltungszentrum wurde. Der Sitz der Bezirksbehörde setzte sich als Zentrum eines Okres in der Tschechoslowakei nach dem Ersten Weltkrieg 1918  fort.
Heute bilden den wirtschaftlichen Schwerpunkt weiterhin die Traditionsbranchen Schuhherstellung, Maschinenbau und Holzverarbeitung sowie der Bau von Kernkraftwerksanlagen und -ausrüstungen.

## Gemeindegliederung
Zu Třebíč gehören die Stadtteile Borovina, Budíkovice, Horka-Domky, Horní Vílémovice, Jejkov, Nové Dvory, Nové Město, Pocoucov, Podklášteří, Ptáčov, Račerovice, Řípov, Slavice, Sokolí, Stařečka, Týn, Vnitřní Město und Zámostí.

## Sehenswürdigkeiten
- Das Jüdische Viertel von Třebíč wurde 2003 nach aufwändiger Restaurierung in die UNESCO-Liste des Weltkultur- und Naturerbes der Menschheit aufgenommen. Neben den SchUM-Städten in Deutschland ist es das einzige jüdische Denkmal dieser Liste außerhalb Israels. Hier stehen auch die Alte (Vordere) Synagoge von 1642 und die Neue (Hintere) Synagoge von 1669.
- Der Jüdische Friedhof zählt mit rund 3000 Grabsteinen auf fast 12.000 m² zu den größten in Tschechien (siehe auch Jüdische Trauerhalle (Třebíč))
- Die St.-Prokop-Basilika ist ein bedeutendes architektonisches Beispiel für den Übergang von der Romanik zur Gotik. Sie wurde nach den starken Beschädigungen 1468 säkularisiert und erst 1725–1731 durch Franz Maximilian Kaňka unter Hinzufügung barocker Stilelemente renoviert mit anschließender Wiederweihe. Die Basilika wurde ebenfalls in die Liste des UNESCO-Welterbes eingetragen.
- Das Schloss entstand aus der Benediktiner-Abtei nach deren Säkularisation. Es beherbergt das Museum der Böhmisch-Mährischen Höhe mit seinen Weihnachtskrippen-, Moldaviten- und Tabakspfeifen-Sammlungen.
- Der Karlsplatz (Karlovo náměstí), zentraler Marktplatz der Stadt mit einer Fläche von etwa 22.000 m², wird umsäumt von zahlreichen Barock- und einigen Renaissance-Gebäuden.

## Einwohnerentwicklung
| Jahr | Einwohner | Anmerkungen                                                                                                   |
| ---- | --------- | --- |
| 1839 | 06731     | mit „3842 durchgehends katholischen und vorherrschend Mährisch sprechenden Einwohnern“ in den Vorstädten      |
| 1857 | 06084     | [ 5 ] |
| 1900 | 12.265    | einschl. der „Israelitengemeinde“; zusammen mit dem Vorort Unterkloster 13.590 „meist tschechische Einwohner“ |

## Persönlichkeiten

### Söhne und Töchter der Stadt
(Folgende Persönlichkeiten sind in Třebíč geboren. Die Auflistung erfolgt chronologisch nach Geburtsjahr. Ob sie ihren späteren Wirkungskreis in Třebíč hatten oder nicht, ist dabei nicht berücksichtigt.)
- Anton Michael Zeplichal (1737–1806), Naturwissenschaftler, Jesuit
- Johann Philipp Neumann (1774–1849), Physiker, Bibliothekar, Dichter
- Wolfgang Wesselý (1801–1870), österreichischer Jurist
- Carl Budischowsky (1810–1884), Lederfabrikant
- Sigismund Engländer (1820–1902), Mitarbeiter von Paul Julius Reuter (Agentur Reuters)
- Alois Reckendorf (1841–1911), Pianist, Musikpädagoge, Komponist, Lehrer von Wilhelm Backhaus
- Adolf Kurrein (1846–1919), zionistischer Rabbiner
- Ignaz Wild (Ignaz Stiassny) (1849–1909), Schauspieler, Theater- und Konzertagent, Theaterdirektor (Theater in der Josefstadt, Wien)
- Josefine Christen (1869–1942), österreichische Bildhauerin, Sängerin und Politikerin (CS, PÖM)
- Ferdinand Staeger (1880–1976), Kunstmaler, Graphiker, Porträtmaler großer Persönlichkeiten, Vertreter des Jugendstils. Schuf sich eine eigene Stilrichtung, den "mystischen Realismus". Träger der Goldenen Medaille der Weltausstellung in Paris (1938) und des sudetendeutschen Großen Kulturpreis (1971).
- Friedrich Leo von Rottenberger (1872–1938), Gartenbaufachmann, Hofrat
- Bohumír Šmeral (1880–1941), sozialistischer Politiker
- Jan Syrový (1888–1970), Soldat und Generalmajor
- Gustav Kaniak (1907–1993), österreichischer Jurist und Höchstrichter
- Jan Habrda (1912–1943), Funkamateur und Widerstandskämpfer
- Vladimír Bouzek (1920–2006), Eishockeyspieler- und trainer
- Vladimír Kostka (1922–2009), Eishockeyspieler- und trainer
- Boleslav Kvapil (1934–2017), Künstler
- Milan Riehs (1935–2012), Schauspieler
- František Bublan (* 1951), Politiker und Theologe
- Simona Peková (* 1955), Schauspielerin
- Věra Jourová (* 1964), Politikerin
- Pavel Padrnos (* 1970), Radrennfahrer
- Olga Šplíchalová (* 1975), Schwimmerin
- Patrik Eliáš (* 1976), Eishockeyspieler
- Tomáš Abrahám (* 1979), Fußballspieler
- Martin Erat (* 1981), Eishockeyspieler
- Filip Trojan (* 1983), Fußballspieler
- Petr Svoboda (* 1984), Hürdenläufer
- Theodor Gebre Selassie (* 1986), Fußballspieler
- Eva Kulovaná (* 1987), Schachmeisterin
- Vladimír Sobotka (* 1987), Eishockeyspieler
- Jan Hirt (* 1991), Radrennfahrer
- Anna Gebre Selassie (* 1991), Handballspielerin
- Jiří Sýkora (* 1995), Zehnkämpfer
- Tereza Neumanová (* 1998), Radrennfahrerin

### Im Ort wirkten
(Die Auflistung erfolgt alphabetisch.)
- Jakub Deml (1878–1961), tschechischer Priester, Dichter und Schriftsteller, starb hier
- Bedřich Václavek (1897–1943), tschechischer Literaturkritiker und Theoretiker, verbrachte im Ort seine Jugend und legte 1915 hier sein Abitur ab
- Vítězslav Nezval (1900–1958), tschechischer Dichter, Schriftsteller und Übersetzer, besuchte das hiesige Gymnasium

### Ehrenbürger
- Ritter Karl von Stremayr (1823–1904), Minister für Kultus und Unterricht

## Städtepartnerschaften
- Oschatz, Deutschland
- Lilienfeld, Österreich seit 1991
- Humenné, Slowakei
- Rachiw, Ukraine[7]

## Sport
- SK Horácká Slavia Třebíč, Eishockeyverein, gegründet 1928, spielt seit 1997 in der 1. Liga
- FC Slavia Třebíč, Fußballverein